# Zmago Krašna
Zmago Krašna, slovenski učitelj, član organizacije TIGR in politični delavec, * 6. april 1906, Idrija, † (?) februar 1945, Flossenbürg, Nemčija.

## Življenje in delo
Rodil se je v rudarski družini. Ljudsko šolo in nižjo gimnazijo je obiskoval v rojstnem kraju, učiteljišče pa v Tolminu, kjer so ga zaradi protifašistične dejavnosti v zadnjem letniku izključili iz šole, tako da je leta 1925 maturiral v Vidmu. Že kot dijak je v Tolminu organiziral dijaški klub ter po vaseh v okolici Tolmina več prosvetnih društev. Veliko je predaval, režiral igre in tudi sam igral, zato po maturi ni dobil službe. V letih 1925−1928 je deloval v Zvezi prosvetnih društev v Gorici, v uredništvu lista Edinost, pri Glasbeni matici v Gorici, ustanavljal ilegalne celice, ki so se borile proti fašističnemu nasilju, delil v Gorici slovenske knjige in prepovedano ilegalno literaturo, bil aktiven še na drugih področjih boja proti italijanskemu nasilju na Primorskem, ter bil glavna zveza s člani organizacije TIGR, ki so delovali v beneški Sloveniji. Leta 1927 je postal član Komunistične partije Italije. Zaradi udeležbe 22. avgusta 1928 pri likvidaciji provokatorja Viktorja Kogeja v Gorici ga je fašistična policija aretirala. 11. maja 1929 je bil pred Posebnim sodiščem za zaščito države v Rimu obsojen na 5 let ječe, oče pa je po sklepu istega sodišča izgubil službo v idrijskem rudniku. Zaradi gmotnih težav se je družina preselila v Kraljevino Jugoslavijo. Po amnestiji novembra 1932 je vrnil k sorodnikom v Idrijo, a so ga fašisti tako preganjali, da se je pred njimi umaknil k staršem v Log pri Brezovici. Kasneje je dobil  zaposlitev v tovarni gumijastih izdelkov Semperit v Kranju (kasneje Sava, sedaj ena od tovarn Goodyear Tire and Rubber Company), kasneje pa je bil še uradnik v Kranju in učitelj v raznih krajih dravske banovine, nazadnje v Markovcih in Adrijancih. Jeseni 1941 so ga madžarski okupatorji premestili v Orehovico.
Po prihodu v Prekmurje se je povezal s Komunistično partijo Slovenije. V Adrijancih je ustanovil Društvo kmečkih fantov in deklet, organiziral večerno šolo za mladino in pomagal pri ustanovitvi kmetijske nabavne zadruge. Po okupaciji se je povezal z Osvobodilno fronto, organiziral zvezo hrvaškimi in slovenskimi partizani preko Kalnika, ter bil zato oktobra 1941 v policijski preiskavi, novembra 1941 pa aretiran. Spomladi 1943 je bil skupaj z ženo nekaj časa zaprt v Čakovcu, oktobra 1944 pa ponovno aretiran in skupaj z 200 Medžimurci odpeljan v Komárom. Tu si je, da bi prišel v bolnišnico, prerezal žile, toda poslali so ga v Koncentracijsko taborišče Dachau, kjer je prebolel tifus, nato pa so ga nemški okupatorji odpeljali v koncentracijsko taborišče Flossenbürg, kjer je umrl.